# Viperinae
Viperinae, ou viperinos, é uma subfamília de víboras peçonhentas endémicas da Europa, Ásia e África. Distinguem-se por não possuírem as fossetas características do seu grupo-irmão, a subfamília Crotalinae. Actualmente são reconhecidos 12 géneros e 66 espécies. Na sua maioria são animais tropicais e subtropicais, embora uma espécie, Vipera berus, ocorra no interior no Círculo Polar Ártico.

## Descrição
Os membros desta subfamília variam em tamanho desde Bitis schneideri, que atinge um comprimento total máximo de apenas 71 cm, até Bitis gabonica, que pode atingir os 2 m de comprimento total máximo. A maioria das espécies são terrestres, mas algumas, como as do género Atheris, são totalmente arborícolas.
Embora as fossetas detectoras de calor que caracterizam Crotalinae estejam claramente ausentes nos viperinos, foi descrita uma bolsa supranasal com função sensorial em várias espécies. Esta bolsa é uma invaginação de pele entre as escamas supranasal e nasal e está ligada ao ramo oftálmico do nervo trigémeo. As terminações nervosas assemelham-se às das fossetas labiais das boas. O saco supranasal está presente nos géneros Daboia, Pseudocerastes e Causus, mas é particularmente bem desenvolvido no género Bitis. Experiências demonstraram que as investidas são guiadas não só por pistas visuais e químicas, mas também pelo calor, com alvos mais quentes a serem atacados mais frequentemente que os mais frios.

## Distribuição geográfica
Os viperinos podem ser encontrados na Europa, Ásia e África, (excepto em Madagáscar).

## Reprodução
Geralmente, os membros desta subfamília são ovovivíparos, embora algumas espécies, incluindo os géneros Pseudocerastes, Cerastes, e algumas de Echis sejam ovíparas.

## Géneros
| Género         | Autoridade                                             | Espécie | Subsp.* | Nome-comum                   | Distribuição geográfica |
| -------------- | ------------------------------------------------------ | ------- | ------- | ---------------------------- | --- |
| Atheris        | Cope, 1862                                             | 8       | 1       | Víboras-dos-arbustos         | África subsariana tropical, excluindo África Austral. |
| Bitis          | Gray, 1842                                             | 14      | 2       | Víboras-sopradoras           | África e sul da Península Arábica. |
| Causus         | Wagler, 1830                                           | 7       |         |                              | África subsariana. |
| Cerastes       | Laurenti, 1768                                         | 3       | 0       | Víboras-cornudas             | Norte da África para leste passando pela Península Arábica e Irão. |
| Daboia         | Gray, 1842                                             | 2       | 0       | Víbora-de-russell            | Paquistão, Índia, Sri Lanka, Bangladesh, Nepal, Mianmar, Tailândia, Camboja, China (Guangxi e Guangdong), Taiwan e Indonésia (Endeh, Flores, Java oriental, ilhas de Komodo e Lomblen). |
| Echis          | Merrem, 1820                                           | 8       | 6       | Víboras-escama-de-serra      | Índia e Sri Lanka, partes do Médio Oriente e África a norte do equador. |
| Eristicophis   | Alcock e Finn, 1897                                    | 1       | 0       | Víbora-de-McMahon            | Região desértica do Baluchistão, próximo da fronteira Irão-Afeganistão-Paquistão. |
| Macrovipera    | A.F. Reuss, 1927                                       | 4       | 4       |                              | Semidesertos e estepes do Norte de África, Próximo e Médio Oriente, e arquipélago de Milos no Mar Egeu. |
| Montatheris    | Broadley, 1996                                         | 1       | 0       | Víbora-de-montanha-do-quénia | Quénia: charnecas dos Montes Aberdare e Monte Quénia acima dos 3000 m. |
| Montivipera    | Nilson, Tuniyev, Andrén, Orlov, Joger & Herrmann, 1999 | 8       | 0       |                              | Médio Oriente, Cáucaso e Grécia |
| Proatheris     | Broadley, 1996                                         | 1       | 0       | Víbora-dos-pântanos          | Planícies de inundação desde o sul da Tanzânia (parte norte do lago Malawi) passando pelo Malawi até próximo de Beira, no centro de Moçambique. |
| Pseudocerastes | Boulenger, 1896                                        | 1       | 1       | Falsa-víbora-cornuda         | Desde o Sinai do Egipto para leste até ao Paquistão. |
| ViperaT        | Laurenti, 1768                                         | 23      | 12      | Víboras-paleárticas          | Grã-Bretanha e quase toda a Europa Continental atravessando o Círculo Polar Ártico e algumas ilhas do Mediterrâneo (Elba, Montecristo, Sicília) e Mar Egeu para leste através do norte da Ásia até à ilha Sacalina e Coreia do Norte. Também encontradas no Norte de África, em Marrocos, Argélia e Tunísia. |

*) Sem incluir a subespécie nominativa.

T) Género-tipo.

## Taxonomia
Até há pouco tempo, incluíam-se nesta subfamília outros dois géneros. Contudo, eventualmente foram considerados tão distintos entre os membros de Viperidae que se criaram subfamílias separadas para eles:
- Género Azemiops - movido para a subfamília Azemiopinae by Liem, Marx & Rabb (1971).
- Género Causus - reconhecimento da subfamília Causinae Cope, 1860 foi proposto por Groombridge (1987) e apoiado por Cadle (1992).

No entanto, estes grupos, juntamente com os géneros actualmente reconhecidos como fazendo parte de Viperinae, ainda são colectivamente referidos como víboras verdadeiras.
Broadley (1996) reconheceu uma nova tribo, Atherini, para os géneros Atheris, Adenorhinos, Montatheris e Proatheris, cujo género-tipo é Atheris.